# Калистово (Переславский район)
Калистово (Каллистово) — село в Переславском районе Ярославской области при реке Шахе и речке Бабухе.
Постоянное население на 1 января 2007 года отсутствует.

## История
По писцовым книгам 1628—29 годов село Каллистово значится, как старая вотчина, за переславцем Михаилом Семёновым Федосеевым. По переписным книгам 1678 года один жеребий этого села принадлежал голове московских стрельцов Луке Васильеву Изъединову, другой жеребий принадлежал жильцу Никифору Васильеву Загоскину.
До 1729 года церковь тут не упоминается. В 1796 году эта церковь сгорела и вместо неё на средства местного вотчинника в 1797 году начат постройкою каменный храм. Постройка этого храма окончилась в 1813 году. Престолов в нём три: главный в честь Преображения Господня, в приделах в честь святого пророка Илии и во имя святого Димитрия, митрополита Ростовского.

## Население
| 1859 | 1905 |
| ---- | ---- |
| 179  | 174  |

| 1859 | 1905 | 1926 | 2007 | 2010 |
| ---- | ---- | ---- | ---- | ---- |
| 179  | ↘174 | ↗231 | ↘0   | →0   |